# دانشگاه پمبانگون
دانشگاه پمبانگون (به لاتین: University of Pembangunan Nasional Veteran) یک دانشگاه در اندونزی است که در سورابایا واقع شده‌است.